# دایلی (ویرجینیای غربی)
دایلی(به انگلیسی: Dailey) شهری در ایالت ویرجینیای غربی کشور ایالات متحده آمریکا است که جمعیت آن در سرشماری سال ۲۰۱۰ میلادی، ۱۱۴ نفر بوده‌است.